# 蘇增添
蘇增添（1954年3月—），男，汉族，福建永定人，中华人民共和国政治人物。厦门大学经济系世界经济专业毕业，在职研究生学历，经济学硕士，经济师。

## 生平
苏增添生于1954年3月，祖籍永定县抚市镇，1975年1月加入中国共产党。1978年8月參加工作。1988年5月，历任福建省物委副主任，中共厦门市委常委、副书记，福建省体改委（改革开放办）主任，福建省发展计划委（发展改革委）主任。2005年5月，任福建省人民政府副省长（其中2009年6月至2011年9月兼任中共福州市委副书记、市长）。2011年11月，任中共福建省委常委、政法委书记。2014年1月，任福建省人大常委会副主任。2015年任福建省人大常委会副主任、党组副书记，2018年卸任。
2024年1月，苏增添因为严重违法违纪，接受中央纪委国家监委纪律审查和监察调查，同年7月，被给予开除党籍开除公职处分，同年8月，中国最高人民检察院审查此案后，以涉嫌受贿罪、利用影响力受贿罪、滥用职权罪对苏增添作出逮捕决定。